# NGC 4157
NGC 4157 é uma galáxia espiral localizada a cerca de trinta e nove milhões de anos-luz (aproximadamente 11,95 megaparsecs) de distância na direção da constelação de Ursa Maior. Possui uma magnitude aparente de 11,3, uma declinação de +50º 29' 08" e uma ascensão reta de 12 horas, 11 minutos e 05,0s.